# Sant Sebastià de Puig de l'Anell
Sant Sebastià de Puig de l'Anell és l'església romànica del poble de Puig de l'Anell, dins de l'antic terme d'Orcau, de l'actual municipi d'Isona i Conca Dellà.
Aquesta església no apareix documentada fins al segle xviii, quan consta com a sufragània de Sant Urbà o Sant Sadurní de Montesquiu, dins de l'antic arxiprestat de la Pobla de Segur. Actualment, com tot el poble i la vall, està abandonada.

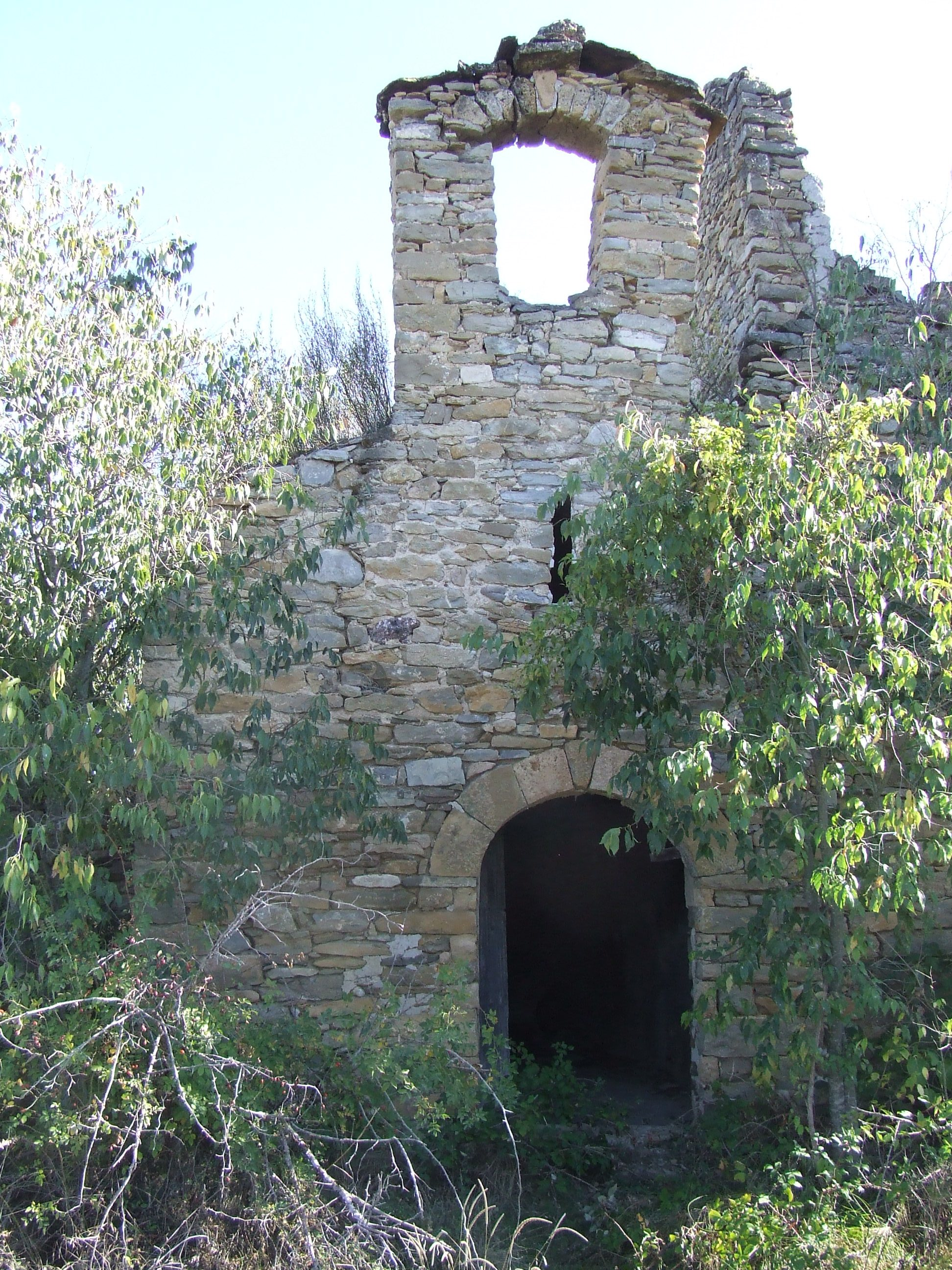
Façana meridional de l'església,
molt posterior a l'època romànica

És una obra romànica en part, però ha estat molt afectada al llarg dels temps, i té molts elements afegits posteriorment. A més, podria ser que en un principi no fos pròpiament una església. Està orientada de sud a nord, i no d'oest a est, com és habitual en el romànic, no té absis, i sota el sòl de la capella hi altres dependències, potser antics cellers. Podria tractar-se d'una dependència de l'antic castell que hi degué haver en aquest lloc, reaprofitada posteriorment per a església.
És d'una sola nau, sense absis, coberta amb una volta de canó que sembla medieval, per la forma com són disposades les pedres, però res no garanteix que originalment fos destinada a església. Els elements que la identifiquen com a tal són clarament posteriors (la façana meridional amb el campananaret d'espadanya, sobretot).

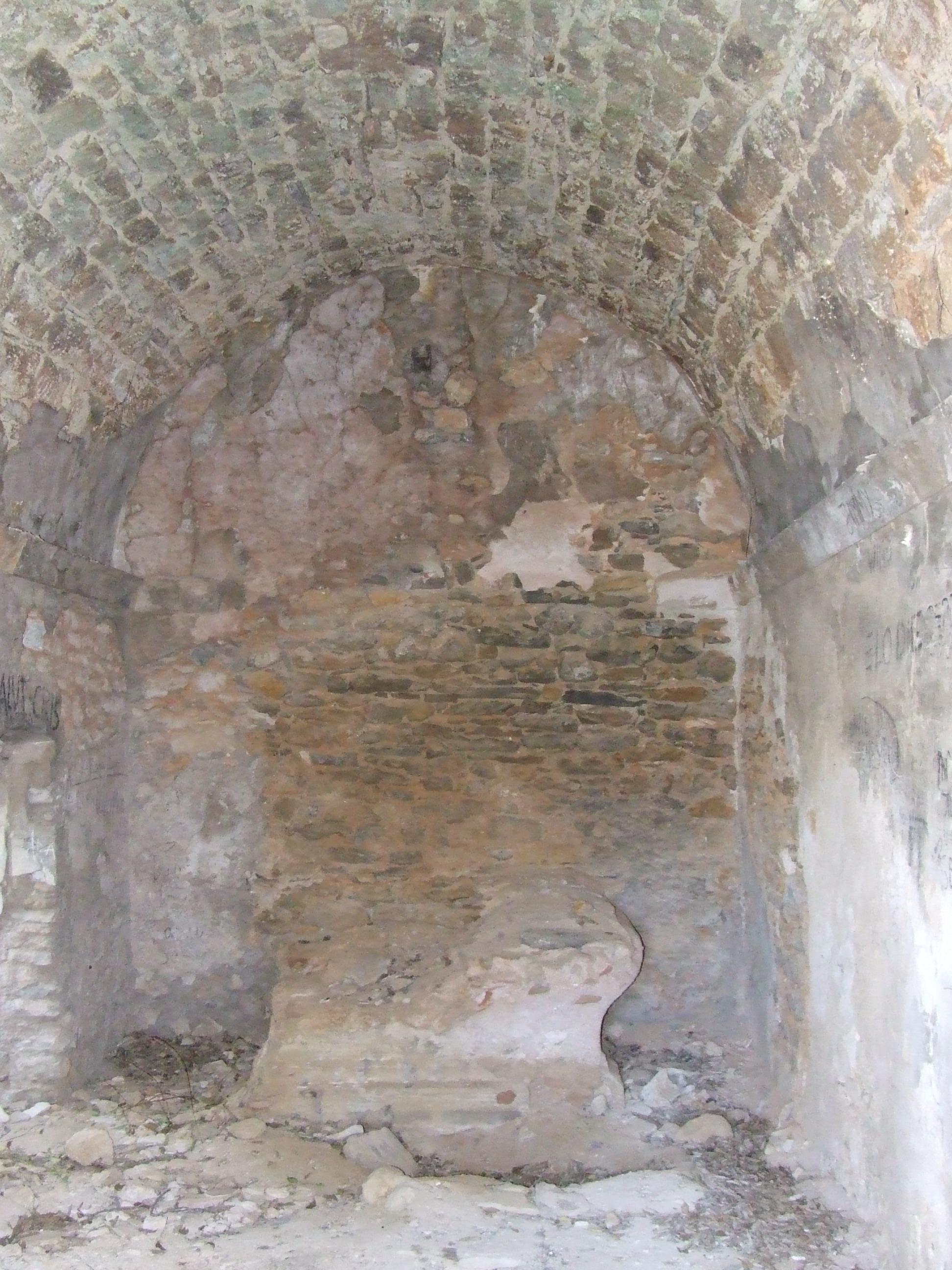
Volta medieval de la nau de l'església
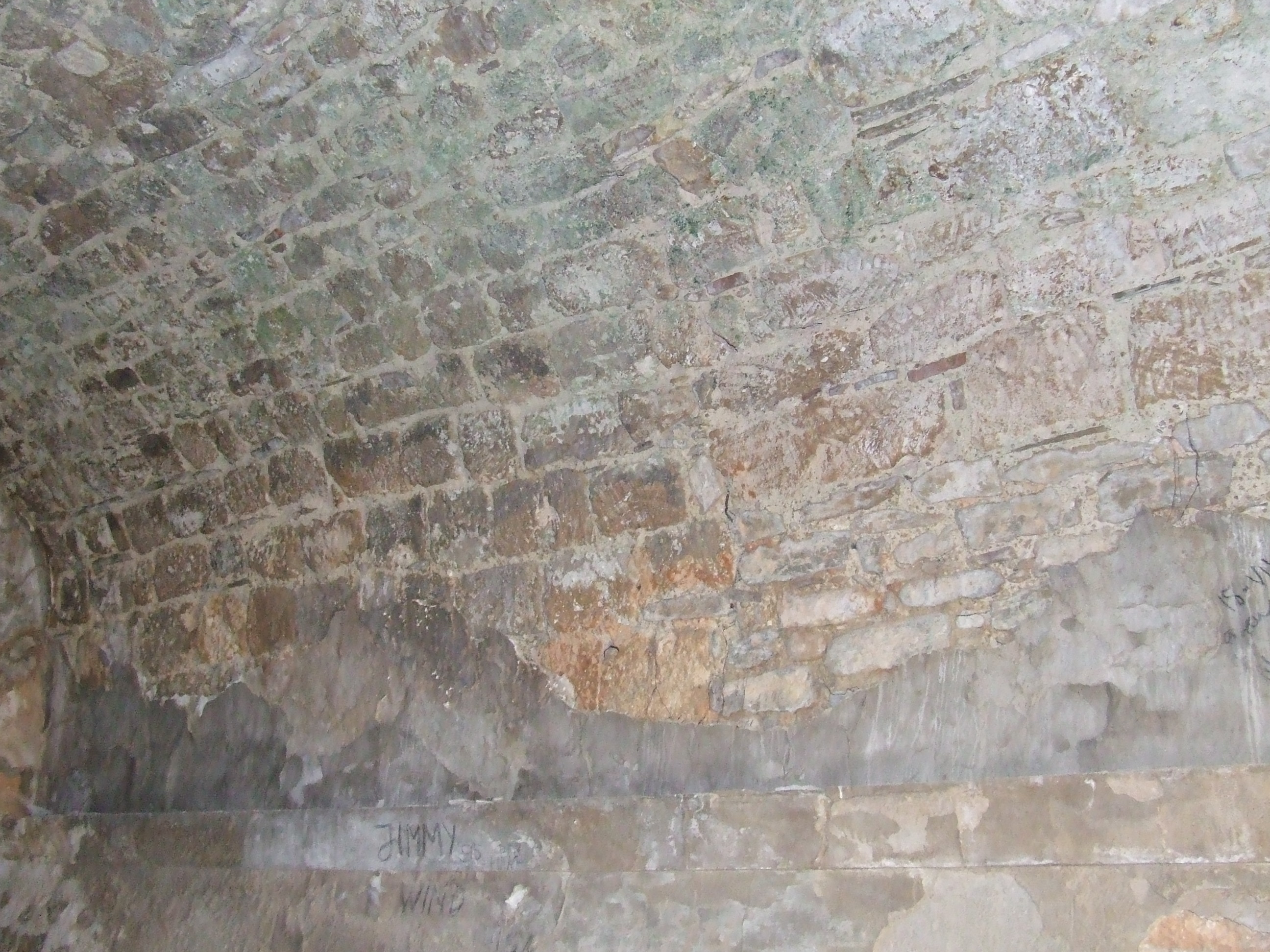
Detall de la volta medieval de la nau